# Sztumska Wieś (gmina)
Sztumska Wieś (także nieform. Sztum) – dawna gmina wiejska istniejąca w latach 1945–1954 w woj. gdańskim (dzisiejsze woj. pomorskie). Siedzibą władz gminy była Sztumska Wieś.
Gmina Sztumska Wieś powstała po II wojnie światowej (1945) na terenie tzw. Ziem Odzyskanych (tzw. IV okręg administracyjny – Mazurski). 25 września 1945 roku gmina – jako jednostka administracyjna powiatu sztumskiego – została powierzona administracji wojewody gdańskiego, po czym z dniem 28 czerwca 1946 roku weszła w skład woj. gdańskiego. Według stanu z 1 lipca 1952 roku gmina była podzielona na 6 gromad: Barlewice, Kołoząb, Nowa Wieś, Pietrzwałd, Postolin i Sadłuki.
Gmina została zniesiona 29 września 1954 roku wraz z reformą wprowadzającą gromady w miejsce gmin. Jednostki nie przywrócono 1 stycznia 1973 roku wraz z kolejną reformą reaktywującą gminy, a obszar dawnej jednostki wszedł w skład gmin Sztum i Mikołajki Pomorskie.